# Kapllan-Pascha-Türbe

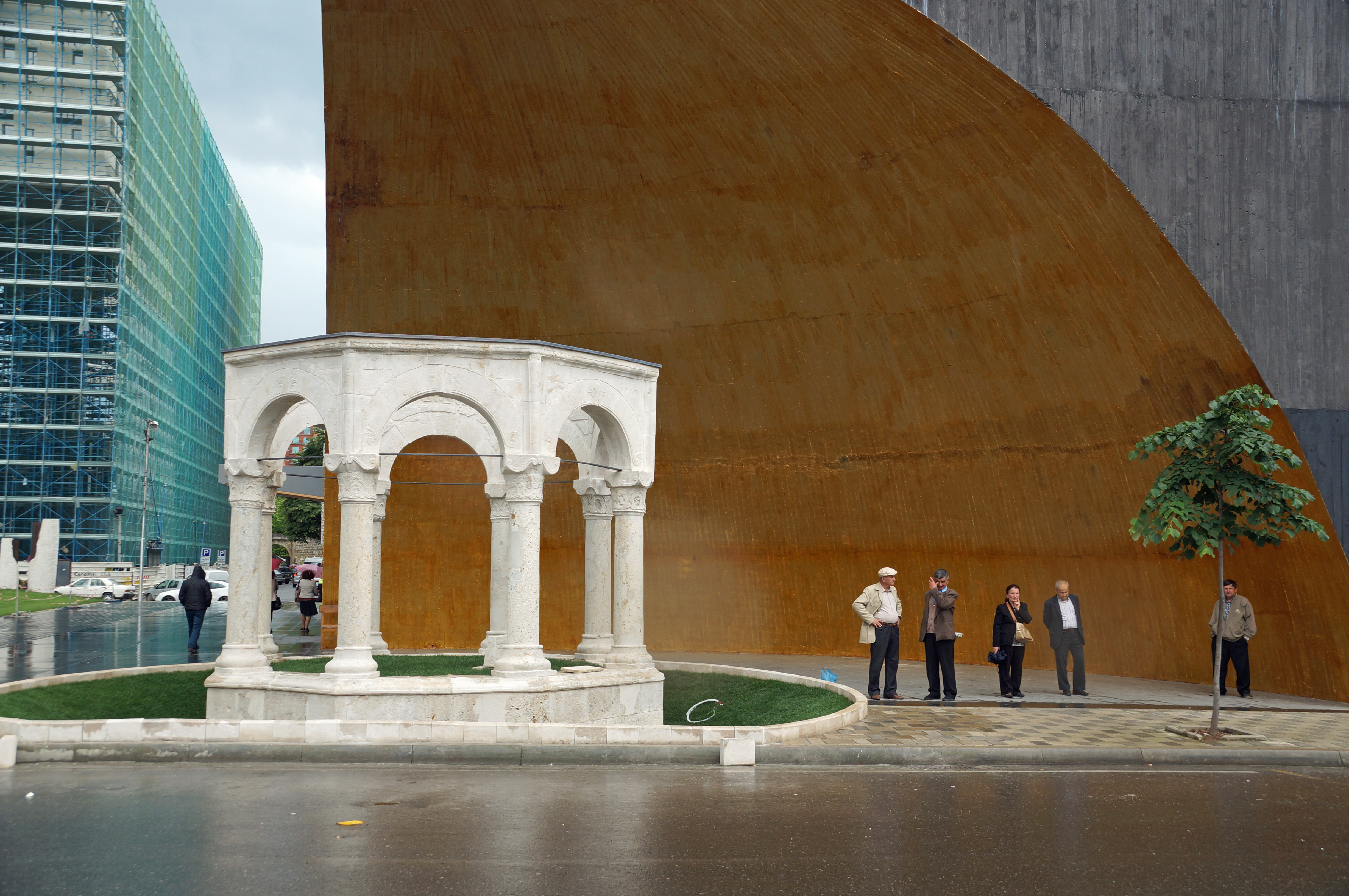
Die Türbe unter dem Sockelbau des TID Tower

Die Kapllan-Pascha-Türbe (albanisch Tyrbja e Kapllan Pashës) ist das Mausoleum von Kapllan Pascha Toptani, der einer lokalen Aristokratenfamilie angehörte und im Jahr 1819 gestorben ist. Das achteckige Grabmal steht im Zentrum von Tirana, der Hauptstadt Albaniens, wenig östlich des Skanderbeg-Platzes und der Et’hem-Bey-Moschee.
Die Türbe wurde 1820 oder in den Folgejahren aus weichem, weißen Kalkstein erbaut. Sie besteht aus acht mit Bögen verbundenen, runden Säulen. Die Kapitelle sind mit Blumenornamenten verziert, der osmanischen Dekoration liegt aber ein korinthisches Kapitell zugrunde. Auf einem Bogen befand sich eine Inschrift, die aber stark unter der Verwitterung gelitten hat. Die Inschrift verweist auf den Tod von Kapllan Pascha im Jahr 1235 AH, also zwischen Oktober 1819 und Oktober 1820. Türben dieses Typs verfügten ursprünglich über ein Holzdach. Das Bauwerk ist vier Meter hoch. Ihr Durchmesser beträgt nur wenige Meter.

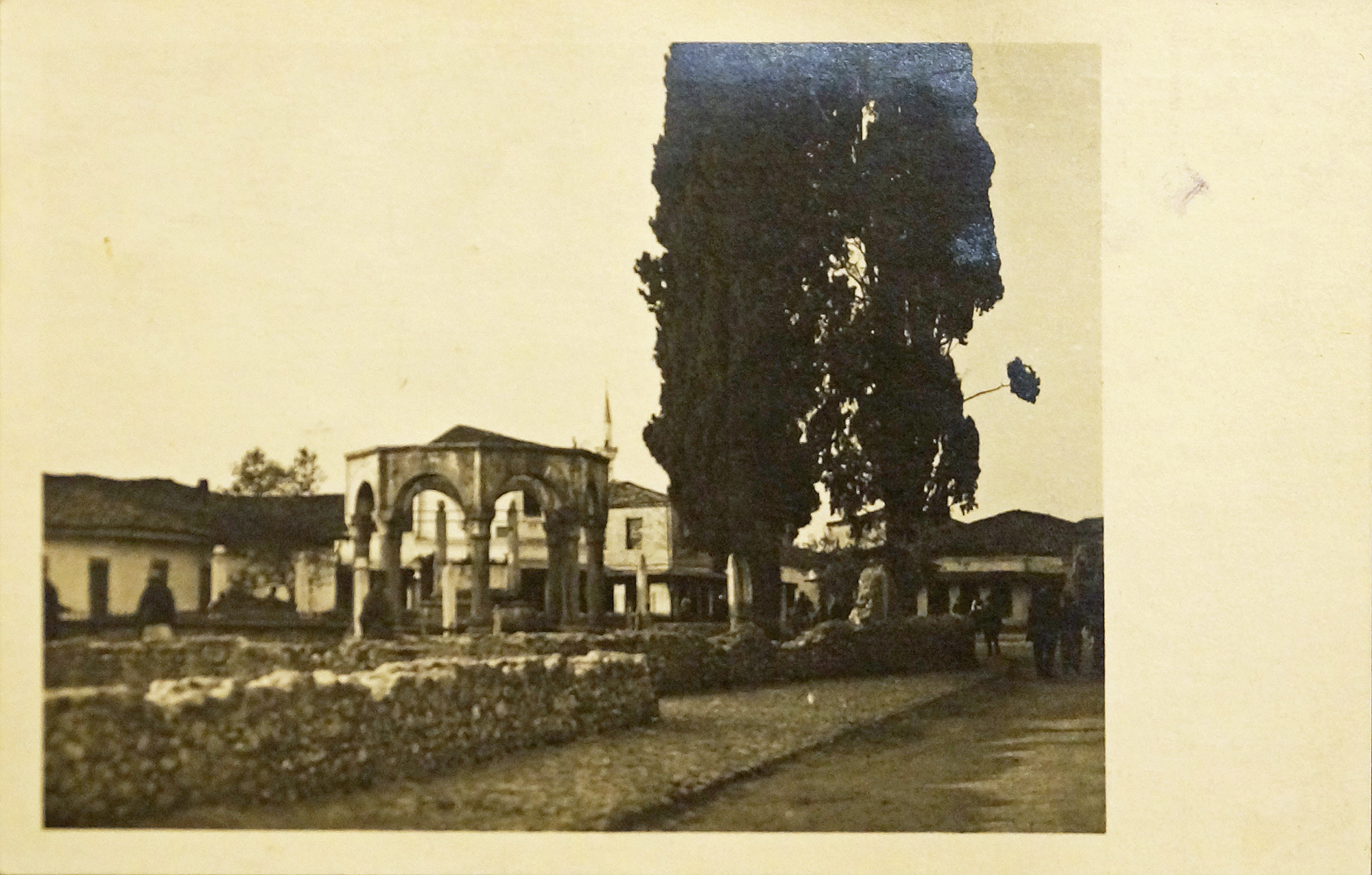
Die Türbe auf einer Aufnahme aus dem Ersten Weltkrieg

Die Türbe stand in der Nachbarschaft der Alten Moschee, die im 17. Jahrhundert errichtet und im Zweiten Weltkrieg zerstört worden ist. Diese Moschee, um die sich in der Folge Tirana entwickelte, war von Sylejman Pascha erbaut worden. An die Moschee angebaut war die Türbe mit Sylejman Paschas Grab. Die Kapllan-Pascha-Türbe wird oft fälschlicherweise als Sylejman-Pascha-Türbe bezeichnet.
Kapllan Pascha Toptani war bei seinem Tod der Herrscher über Tirana. Seine ursprünglich aus Kruja stammende Familie hatte lange mit anderen feudalen Herrscherfamilien um die Vorherrschaft im Ort gekämpft; kurz nach 1810 konnten sie die Vormacht übernehmen und festigen. Kapllan Pascha Toptani, der mit der Hohen Pforte und Ali Pascha Tepelena verbündet war, versuchte in der Folge, seinen Machtbereich weiter auszudehnen. 1819 nahm er Ibrahim Bey Alltuni, den Herrscher von Kavaja, gefangen. Ibrahim Bey Alltuni war der Ehemann seiner Tochter. Sie rettete ihren Mann, indem sie ihren Vater vergiftete.
Das moslemische Grabmal wurde 1948 zum nationalen Kulturdenkmal erklärt. Der Grabstein und der simple Sarkophag Kapllan Paschas wurden später entfernt. An der Kapllan-Pascha-Türbe, die lange als renovierungsbedürftig galt, wurden 2016 Unterhaltsarbeiten ausgeführt. Auf dem angrenzenden Grundstück wurde im Jahr 2007 mit dem Bau des Hochhauses TID Tower begonnen. Das historische Grabmal wird von einer Ecke des Gebäudesockels des Neubaus überdacht: Eine kreisförmige Aussparung im Gebäude überragt die Türbe. An die zehn Jahre war die Türbe hinter Bauabschrankungen versteckt.